# Jordan Metcalfe
Jordan Metcalfe (Hull, 24 mei 1986) is een Engelse acteur.
Metcalfe is de oudste van drie kinderen. Hij heeft een broertje en een zusje. Metcalfe woont in Londen en studeert 'Performing Arts and Drama' aan de Universiteit van Bristol.

## Rollen
Metcalfe speelde Jake in The Queen's Nose in 2003, Chris Travis in Heartbeat, Andy Murphy in Casualty, Kieran Tyler in Tea with Betty (een aflevering van Afternoon Play) in 2006, de lampgeest Adil in de serie Genie in the House (2006 en 2007). Hij verzorgde de stem van 'Mould' in Fungus the Bogeyman (2004), het karakter 'Chip' in My Parents Are Aliens in 2006, de jonge Garstin in These Foolish Things (2006), een telefooncentralemedewerker in The Last Detective (2005), Lightfoot in de documentaire The Iceman Murder (2005), John Chappel Jr. in de gedramatiseerde documentaire The Last Flight To Kuwait, Byron in Ultimate Force en Wayne in Jacqueline Wilsons Girls In Love.
Andere rollen zijn onder meer Timon in Maddigan's Quest en Oliver in Neil Bartletts versie van Oliver Twist in het Lyric Theatre, Hammersmith in 2004. Hij speelde The Artful Dodger in de theaterversie van Oliver Twist, Nibs in Peter Pan, Jack in The Dreaming, en de jonge Katurian in The Pillowman.

## Filmbiografie

### Films
| Jaar | Titel                     | Rol               | Noten |
| ---- | ------------------------- | ----------------- | ----- |
| 2004 | Fungus the Bogeyman       | Mould             | TV.   |
| 2005 | The Iceman Murder         | Lightfoot         | TV.   |
| 2006 | These Foolish Things      | Young Garstin     |       |
| 2007 | The Last Flight to Kuwait | John Chappell Jr. | TV.   |

### Televisie
| Jaar | Titel                 | Rol                    | Noten                              |
| ---- | --------------------- | ---------------------- | ---------------------------------- |
| 1992 | Heartbeat             | Chris Travis           | 16.05 "Memoirs of a Fighting Man". |
| 1995 | The Queen's Nose      | Jake                   | 6 afleveringen (2003)              |
| 1999 | My Parents Are Aliens | Chip                   | 8.06 "Abandon Chip".               |
| 2002 | Ultimate Force        | Byron                  | 1 aflevering                       |
| 2003 | The Afternoon Play    | Kieran Tyler           | 4.01 "Tea with Betty".             |
| 2003 | The Last Detective    | Telephone Receptionist | 3.02 "Towpaths of Glory".          |
| 2003 | Girls in Love         | Wayne                  | 1 aflevering                       |
| 2005 | Casualty              | Andy Murphy            | 19.25 "Naming Names".              |
| 2006 | Genie in the House    | Adil                   | reguliere rol                      |
| 2006 | Maddigan's Quest      | Timon                  | reguliere rol                      |

### Theater
| Titel         | Rol            | Noten |
| ------------- | -------------- | ----- |
| The Pillowman | Young Katurian |       |
| Oliver Twist  | Oliver         |       |
| The Dreaming  | Jack           |       |
| Peter Pan     | Nibs           |       |
| Oliver        | Artful Dodger  |       |